# Kabinett Orpo
Das Kabinett Orpo bildet seit dem 20. Juni 2023 die 77. und amtierende Regierung der Republik Finnland. Es wurde nach der Parlamentswahl in Finnland 2023 gebildet.
Am zehnten Tag seiner Amtszeit erklärte der wegen seiner Verbindungen in rechtsextreme Kreise umstrittene Wirtschaftsminister Vilhelm Junnila (Die Finnen) seinen Rücktritt.

## Kabinettsmitglieder
| Amt                                                     | Foto | Amtsinhaber                                | Partei | Partei                    |
| ------------------------------------------------------- | ---- | ------------------------------------------ | ------ | ------------------------- |
| Ministerpräsident                                       |      | Petteri Orpo                               |        | Nationale Sammlungspartei |
| stellvertretende Ministerpräsidentin Finanzministerin   |      | Riikka Purra                               |        | Die Finnen                |
| Bildungsministerin                                      |      | Anna-Maja Henriksson (bis 5. Juli 2024)    |        | Schwedische Volkspartei   |
| Bildungsministerin                                      |      | Anders Adlercreutz (ab 5. Juli 2024)       |        | Schwedische Volkspartei   |
| Ministerin für Landwirtschaft und Forsten               |      | Sari Essayah                               |        | Christdemokraten          |
| Verteidigungsminister                                   |      | Antti Häkkänen                             |        | Nationale Sammlungspartei |
| Minister für Entwicklungszusammenarbeit und Außenhandel |      | Ville Tavio                                |        | Die Finnen                |
| Wirtschaftsminister                                     |      | Vilhelm Junnila (bis 6. Juli 2023)         |        | Die Finnen                |
| Wirtschaftsminister                                     |      | Wille Rydman (ab 6. Juli 2023)             |        | Die Finnen                |
| Arbeitsminister                                         |      | Arto Satonen                               |        | Nationale Sammlungspartei |
| Minister/in für Umwelt und Klimawandel                  |      | Kai Mykkänen (bis 24. Januar 2025)         |        | Nationale Sammlungspartei |
| Minister/in für Umwelt und Klimawandel                  |      | Sari Multala (seit 24. Januar 2025)        |        | Nationale Sammlungspartei |
| Minister für europäische Angelegenheiten                |      | Anders Adlercreutz (bis 5. Juli 2024)      |        | Schwedische Volkspartei   |
| Minister für europäische Angelegenheiten                |      | Joakim Strand (ab 5. Juli 2024)            |        | Schwedische Volkspartei   |
| Minister/in für Bewegung, Sport und Jugend              |      | Sandra Bergqvist (bis 13. Juni 2025)       |        | Schwedische Volkspartei   |
| Minister/in für Bewegung, Sport und Jugend              |      | Mika Poutala (seit 13. Juni 2025)          |        | Christdemokraten          |
| Ministerin für Familie und soziale Dienste              |      | Sanni Grahn-Laasonen                       |        | Nationale Sammlungspartei |
| Außenministerin                                         |      | Elina Valtonen                             |        | Nationale Sammlungspartei |
| Innenministerin                                         |      | Mari Rantanen                              |        | Die Finnen                |
| Justizministerin                                        |      | Leena Meri                                 |        | Die Finnen                |
| Ministerin für Kommunalverwaltung                       |      | Anna-Kaisa Ikonen                          |        | Nationale Sammlungspartei |
| Ministerin für Wissenschaft und Kultur                  |      | Sari Multala (bis 24. Januar 2025)         |        | Nationale Sammlungspartei |
| Ministerin für Wissenschaft und Kultur                  |      | Mari-Leena Talvitie (seit 24. Januar 2025) |        | Nationale Sammlungspartei |
| Ministerin für Soziales und Gesundheit                  |      | Kaisa Juuso                                |        | Die Finnen                |
| Ministerin für Verkehr und Kommunikation                |      | Lulu Ranne                                 |        | Die Finnen                |